# Glycyphana andamanensis
Glycyphana andamanensis är en skalbaggsart som beskrevs av Oliver Erichson Janson 1877. Glycyphana andamanensis ingår i släktet Glycyphana och familjen Cetoniidae. Inga underarter finns listade i Catalogue of Life.